# Jaroslav Novotný (fotbalista)
Jaroslav Novotný (* 9. srpna 1969) je bývalý český fotbalista.

## Fotbalová kariéra
Hrál za FC Svit Zlín a Bohemians Praha. V československé a české lize nastoupil celkem ve 42 utkáních a dal 3 góly. Ve druhé liza hrál za SK Pardubice a FC Slušovice, nastoupil ve 28 utkáních a dal 1 gól.

## Ligová bilance
| Ročník                                   | Zápasy | Góly | Klub            |
| ---------------------------------------- | ------ | ---- | --------------- |
| 1. československá fotbalová liga 1990/91 | 7      | 0    | Bohemians Praha |
| 1. československá fotbalová liga 1991/92 | 6      | 0    | Bohemians Praha |
| 1. česká fotbalová liga 1993/94          | 26     | 3    | FC Svit Zlín    |
| 1. česká fotbalová liga 1994/95          | 3      | 0    | FC Svit Zlín    |
| CELKEM                                   | 42     | 3    |                 |